# اخبار الدول المنقطعه
اخبار الدول المنقطعه اثر ابن ظافر ازدی دربردارندهٔ اخبار روزگار دولت‌های حمدانی، ساجی، طولونی، اخشیدی، فاطمی و عباسی تا ۶۲۲ ه‍.ق است.